# Veľký Inovec (geomorfologický podcelek)
Veľký Inovec je geomorfologický podcelek pohoří Pohronský Inovec. Nejvyšším vrcholem je stejnojmenný vrch, který s výškou 900,6 m n. m. dominuje celému pohoří.

## Vymezení
Podcelek zabírá jižní polovinu pohoří Pohronský Inovec, včetně nejvyššího vrchu, podle kterého je pojmenován. Na severu navazuje pohoří podcelky Vojšín a Lehotská planina, na severovýchodě leží Župkovská brázda pohoří Vtáčnik a jihovýchod vymezuje údolí řeky Hron, kde začíná Hodrušská hornatina (podcelek Štiavnických vrchů). Jižním a jihozápadním směrem krajina klesá do Podunajské pahorkatiny s podcelkyŽitavská pahorkatina a Žitavská niva. 

## Vybrané vrcholy
- Veľký Inovec (900,6 m n. m.) - nejvyšší vrch podcelku i pohoří
- Malý Inovec (870 m n. m.)
- Drienka (756 m n. m.)

## Chráněná území
Z maloplošných území zde leží jen přírodní památka Veľký Inovec. 

## Doprava
Jižním a východním okrajem území vede rychlostní silnice R1 (Nitra - Zvolen) i silnice I / 65, východním okrajem v údolí Hronu prochází železniční trať Nové Zámky - Zvolen.